# Războaiele Diadohilor
Războaiele între diadohi sau Războaiele de succesiune a lui Alexandru au fost o serie de lupte între generalii lui Alexandru cel Mare pentru conducerea imperiului său între 322 și 275 î.Hr.. Lupte au avut loc în Macedonia, Grecia, Tracia, Anatolia, Levant, Egipt, Babilonia și Persia între Antigonos, Demetrios, Perdiccas, Seleucos, Ptolemeu, Lysimachos, Eumenes, Antipater.